# خفاش طويل الأذنين الصحراوي
خفاش طويل الأذنين الصحراوي أو خفاش الهفوف طويل الأذن (الاسم العلمي: Otonycteris hemprichii)، هو نوع من الخفافيش الموجودة في شمال إفريقيا والشرق الأوسط.

## التصنيف
الوضع النظامي للخفاش الأذني غير واضح، لكن تحليل الكروموسومات يشير إلى تقارب وثيق مع الخفافيش من جنس السحاة والطمروق.

## الوصف
يبلغ طول رأس الخفاش وجسمه قرابة 73-81 مم؛ طول الذيل قرابة 47-70 ملم وطول الساعد 57-67 ملم. تزن الخفافيش الصحراوية طويلة الأذنين 18-20 جرامًا (0.63 - 0.71 أونصة). الأذنان الكبيرتان، يبلغ طولها قرابة 40 مم، أُفقيت التوجه تقريبًا، ومتصلتان عبر الجبهة بشريط ضعيف من الجلد. كشفت خمس عينات مأخوذة من الإناث عن زوجين من الغدد الثديية، وهي حالة فريدة في الثدييات. من غير المعروف ما إذا كان كلا الزوجين وفعالان.
اللون العلوي لخفاش طويل الأذنين الصحراوي رملي باهت إلى بني غامق، والأجزاء السفلية بيضاء عادًة. الجمجمه والأسنان في أنواع جنس الخفاش الأذني تشبه تلك الموجودة في الخفافيش من جنس خفاش المنازل.

## التوزيع والنطاق
عندما اشتمل الخفاش طويل الأذنين الصحراوي على النوع المعترف به الآن باسم الخفاش طويل الأذنين التركستاني، كان مداه يشمل المغربوشمال النيجر ومصر وشبه الجزيرة العربية وكازاخستان وقيرغيزستان وأوزبكستان وباكستان وشمال غرب الهند. أدى الأعتراف بالخفاش طويل الأذنين الصحراوي بوصفه نوع منفصل إلى تقسيم جنس الخفاش الأذني إلى نوعين، أعيد تقييم نطاق الخفاش طويل الأذنين الصحراوي. مداه المُعترف به الآن يشمل أفغانستان؛ الجزائر؛ مصر؛ الهند؛ إيران؛ فلسطين؛ الأردن؛ كازاخستان؛ ليبيا ؛ المغرب؛ النيجر ؛ سلطنة عمان؛ باكستان؛ قطر؛ السعودية؛ السودان؛ سوريا؛ طاجيكستان. تونس ؛ تركيا؛ تركمانستان. الإمارات العربية المتحدة؛ وأوزبكستان.